# Beybienkoacris grigorii
Beybienkoacris grigorii är en insektsart som beskrevs av Sergey Storozhenko 2005. Beybienkoacris grigorii ingår i släktet Beybienkoacris och familjen gräshoppor. Inga underarter finns listade i Catalogue of Life.